# Holzdorf (Schleswig-Holstein)
Holzdorf (dänisch Holstoft, Holstorp oder selten: Holtrup, plattdeutsch: Holzdörp) ist eine Gemeinde im Kreis Rendsburg-Eckernförde in Schleswig-Holstein.

## Geografie
Holzdorf liegt etwa elf Kilometer nördlich von Eckernförde in der Nähe der Ostsee auf der Halbinsel Schwansen. Die Schwansenstraße (B 203) von Eckernförde nach Kappeln führt durch den Ort. Der Söbyer See bildet etwa den geografischen Mittelpunkt von Schwansen.
Das heutige Gemeindegebiet besteht seit 1928. Außer Holzdorf liegen Bösby (Bosby), Seeholz (Søholt), Söby (Søby) und weitere Ortsteile, zumeist einzelne Gehöfte wie der Hof Großholt (Storskov), sowie das Gut Maasleben (Maaslev) im Gemeindegebiet. Die Ortsteile sind im Einzelnen: Am See, Blumental, Bösby (Bosby), Bösbyfeld (Bosbymark), Bommerlund, Budwedt (Budved), Fellholz (Feltholt), Frauenholz (Frueskov), Glasholz (Glæsholt), Greensteich, Großholz (Storskov), Grünlund (Grønlund), Harzmoor, Hühnerland (Hønseland), Könsbyfeld (Kønsby), Krakery (Krageryd), Kratt (Krat), Lehmhaus, Maasleben (Måslev), Moorbrücke, Morgenstern, Mühlenberg (Møllebjerg), Musnest, Osterfeld (Østermark), Pommerbyholz (Pommerbyskov), Poppenhörn, Rußland, Schlagseite, Seeholz (Søholt), Söby (Søby), Steinborn, Steintal, Stromholz, Sumpf, Tilsholz (Tilsholt), Tilsmaas (Tilsmose), Tingborn, Vierländer, Weiholz (Vejholt), Wettstein, Wildhagen und Zwiksdamm.

## Geschichte
Der Ort Holzdorf wurde 1352 erstmals als Hotoft erwähnt. Der Name leitet sich von dän. hol für Loch und -toft für Wohnplatz oder Siedlung ab, der Ortsname bedeutet daher etwa Siedlung an einem Loch. Söby ist erstmals 1462 als Sobu dokumentiert. Der Name setzt sich aus dän. Sø für See und -by für eine Siedlung zusammen. Der Name bezieht sich auf den Söbyer See, dessen Name damit sekundär ist. Der Ortsname Bösby ist erstmals 1352 (Reg. cap.) genannt, geht ebenfalls auf dän. -by für Dorf, Siedlung zurück und bedeutet etwa Siedlung des Bösi. Seeholz wurde erst im 18. Jahrhundert gegründet; dort wurde bis zu den Sommerferien 2007 eine Grundschule betrieben.
Die Orte der Gemeinde unterstanden in der dänischen Zeit dem Siesebyer Kirchspiel (Sisesby Sogn) innerhalb der Riesebyer Harde bzw. des Schwansener Güterdistrikts. In ihrer heutigen Form besteht die Gemeinde seit dem 1. Oktober 1928. Zu diesem Termin wurden die zuvor selbständigen Gemeinden Holzdorf und Söby zusammengelegt. Das Gemeindegebiet umfasst 1734 ha.
Die Gemeinde Holzdorf gehört seit dem 1. Januar 2008 dem Amt Schlei-Ostsee an, nachdem sie von 1948 bis zur Ämterneuordnung am 1. Januar 1969 Teil des Amtes Mittelschwansen und bis zum 31. Dezember 2007 des Amtes Schwansen war.
2012 scheiterte bei einem Bürgerentscheid der Versuch, die Gemeinde aufzulösen und nach Rieseby und Damp einzugemeinden.

## Politik

### Gemeindevertretung
Bei der Kommunalwahl am 14. Mai 2023 wurden insgesamt elf Sitze vergeben. Die Freien Wähler Holzdorf erhielten sieben Sitze und die Interessengemeinschaft Bürger für die Gemeinde Holzdorf erhielt vier Sitze.

### Wappen
Blasonierung: „In Silber drei fünfblättrige, bewurzelte rote Eichbäume, deren mittlerer mit den äußeren jeweils ein gemeinsames Blatt aufweist. Den Stamm der beiden äußeren Bäume überdeckt oberhalb der Wurzeln ein zweimal erhobener und einmal gesenkter blauer Wellenbalken, der seinerseits von dem Stamm des mittleren Baumes überdeckt wird.“

### Partnergemeinde
Seit 1990 besteht eine Partnerschaft mit Holzdorf im Landkreis Wittenberg (Sachsen-Anhalt).

## Bilder

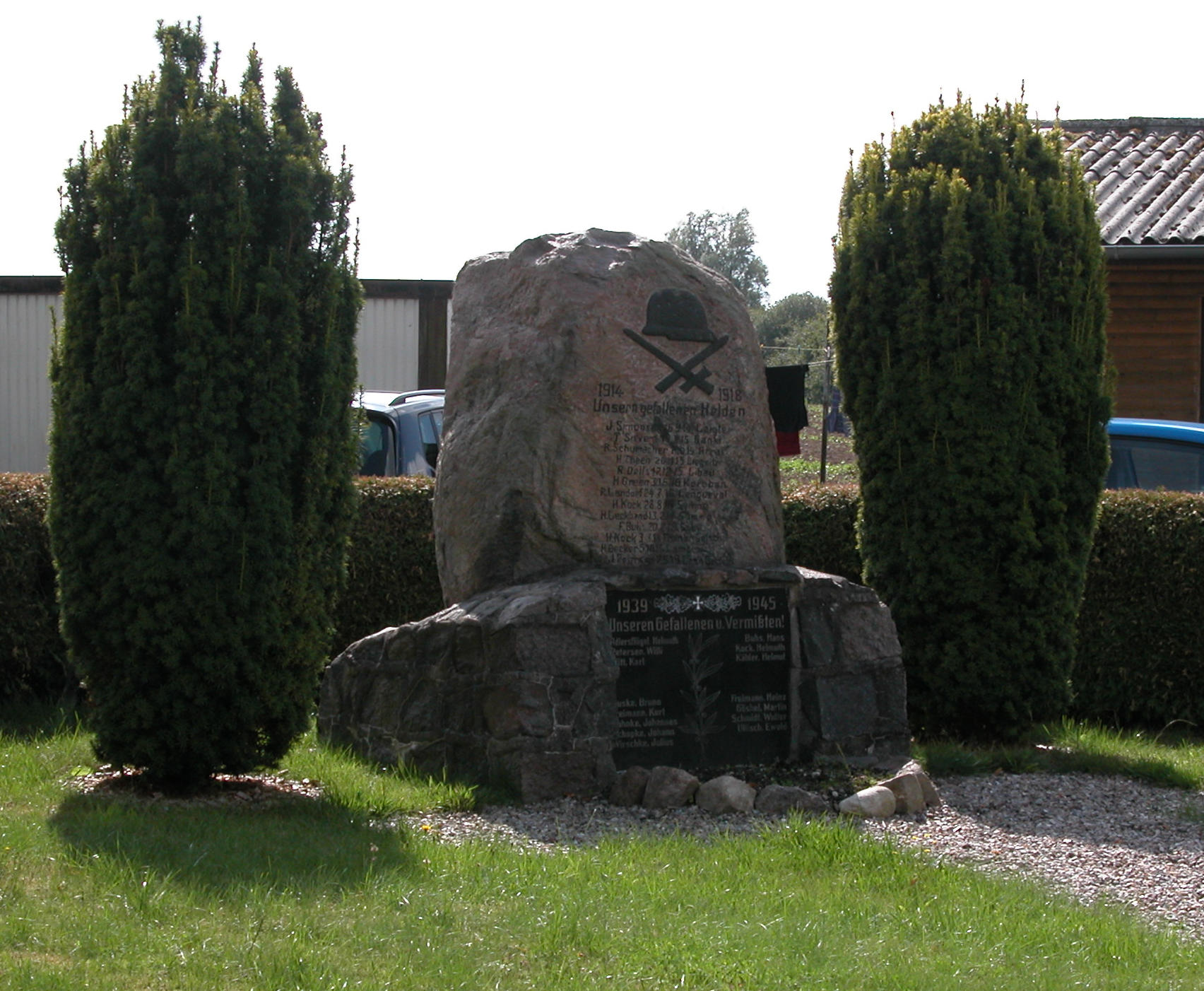
Kriegerdenkmal in Söby zu Ehren der Gefallenen der beiden Weltkriege
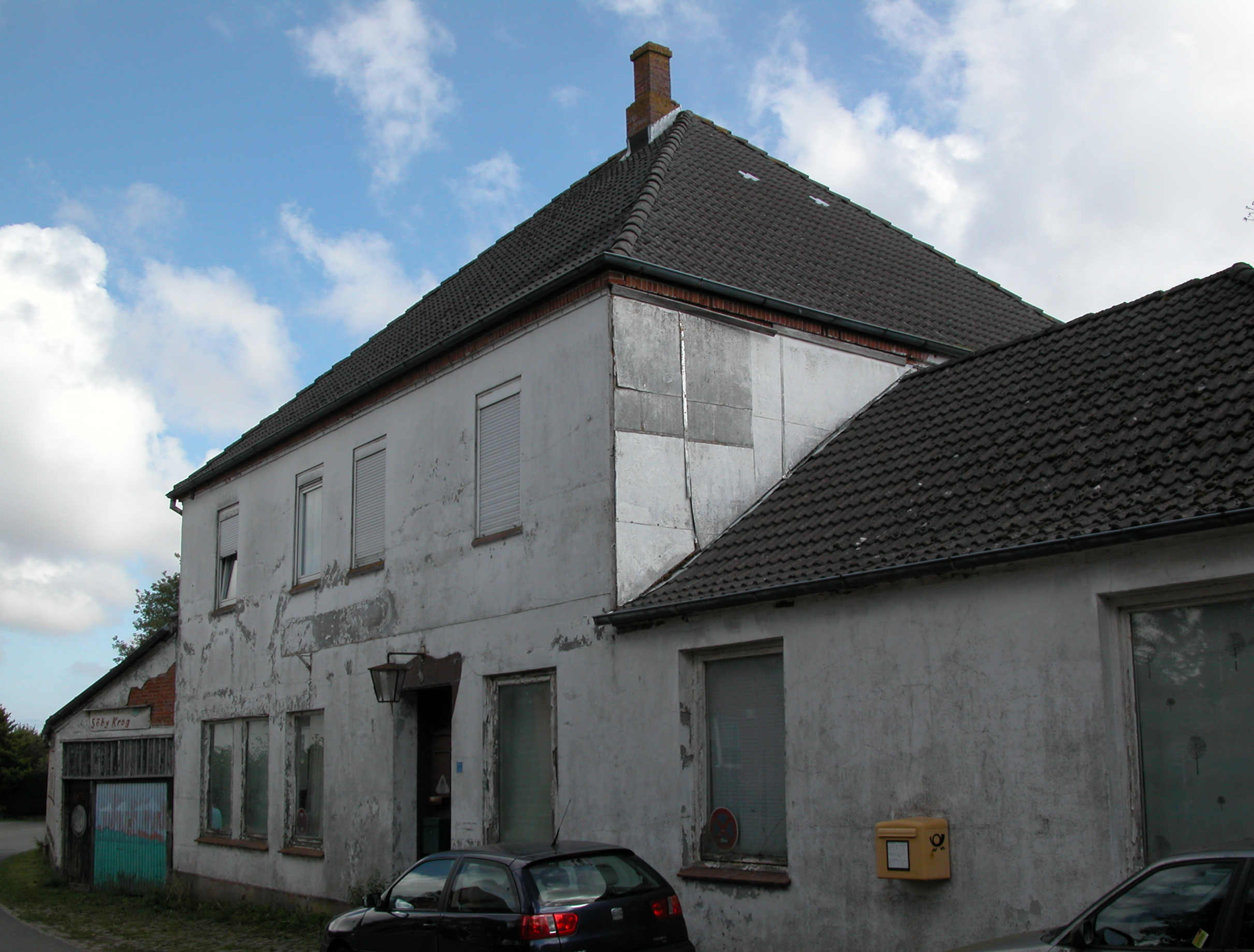
Ehemalige Gastwirtschaft in Söby (Söby Krog)
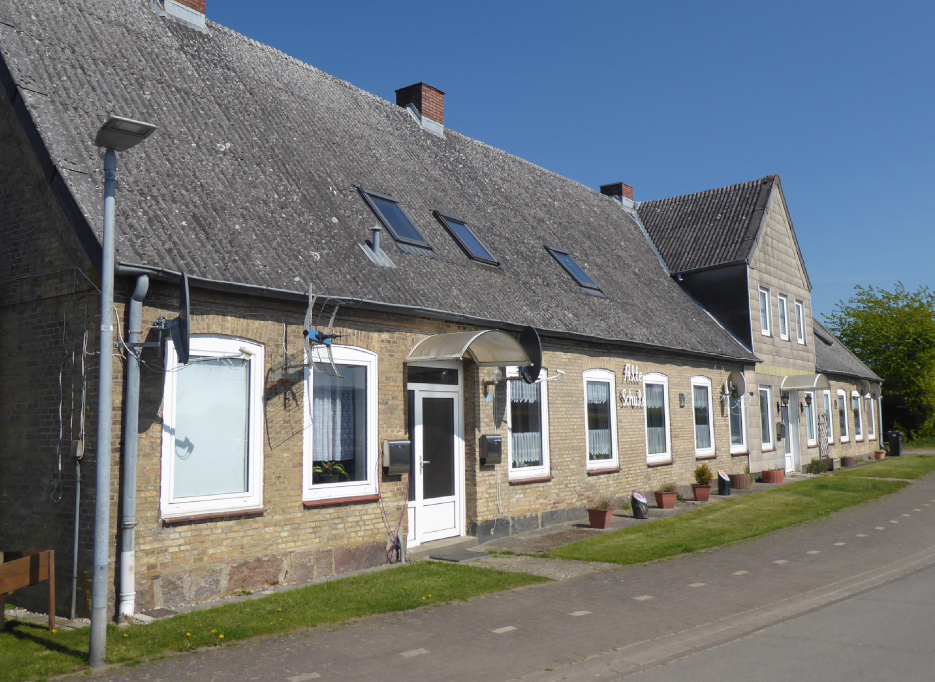
Alte Schule in Söby
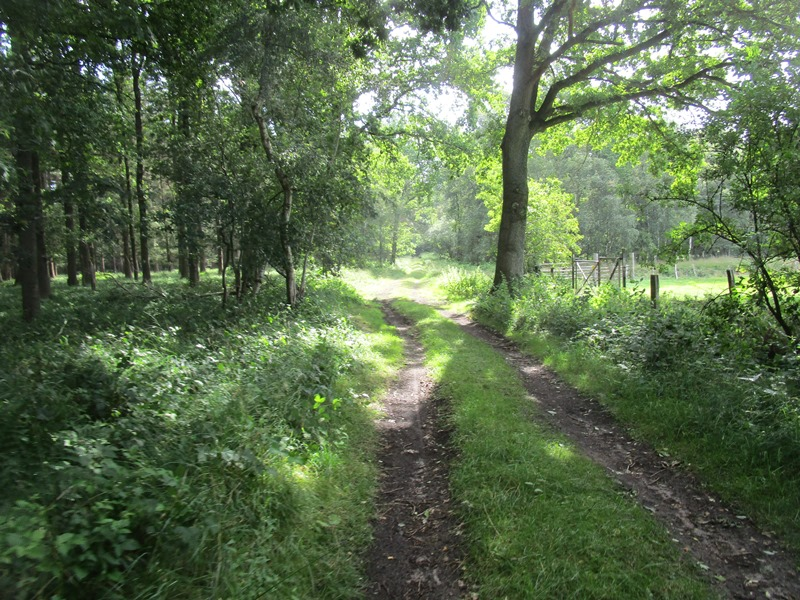
Das Waldgebiet Großholz (dän. Storskov) im Süden des Gemeindegebietes

## Wirtschaft
Die Gemeinde ist durch Landwirtschaft und Tourismus geprägt.

## Sehenswürdigkeiten
In der Liste der Kulturdenkmale in Holzdorf stehen die in der Denkmalliste des Landes Schleswig-Holstein eingetragenen Kulturdenkmale.

### Gut Maasleben
Maasleben (Måslev gods) war ein bischöfliches Lehen, das mindestens seit 1463 nachgewiesen werden kann. Zu dieser Zeit wurde es als Curia bezeichnet. Es entwickelte sich zu einem der größten Güter in Schwansen, 1626 gehörten die Dörfer Boesby, Holzdorf, Hümark, Söby und Thumby dazu. Der Stammhof, das jetzige Gut Maasleben, gehört seit 1871 der Familie des heutigen Besitzers.

### Phonomuseum „Alte Schule“
Das Phonomuseum „Alte Schule“ ist ein Radio- und Grammofonmuseum im restaurierten Gebäude der alten Dorfschule, Adresse Seeholz 40. Das Museum zeigt die technische Entwicklung der Phonoindustrie von 1880 bis ungefähr 1965. Auf 400 m² Ausstellungsfläche befinden sich rund 750 Exponate.